# Jesse Brinkley
Jesse Lee Brinkley (født 14. november 1976, Yerington, Nevada i USA) er en professionel supermellemvægt amerikansk bokser. Han har været i besiddelse af WBC USNBC Supermellemvægttitlerne siden den 22. februar 2008.[kilde mangler]

## Privatliv
Jesse kommer fra den lille by Yerington i den amerikanske stat i Nevada, hvor han elsker livet på landet for fiskeri og skydning[kilde mangler]. Han beskrives af NBC som "klassens klovn" og som en livlig karakter[kilde mangler]. Han bor sammen med sin kæreste gennem længere tid og deres to små børn[kilde mangler].
Brinkley kunne ikke lide at bære hovedbeklædning og hadede amatørpointscorings-systemet[kilde mangler] – så han blev hurtigt professionel. Hans drøm er at bekæmpe den legendariske bokser Oscar de la Hoya[kilde mangler]. Han har også en tatovering af en skorpion[kilde mangler].
I 2004 indgik han reality tv-show The Contender, og blev placeret på West Coast Team. Efter at have set sin holdkammerat Gomez slå den højest rangerede bokser i konkurrencen (Manfredo), boksede han mod den næsthøjeste rangerede, Jonathan Reid og vandt[kilde mangler].
I hans kvartfinalekamp skulle han tabe et pund på en time for at klare vægten mod Anthony Bonsante, men han vandt alligevel – og komme med i semi-finalerne, omend i en ramponeret og forslået tilstand[kilde mangler]. Han mistede sin semi-finale mod den endelige vinder Sergio Mora, og tabte efterfølgende 3. pladskampen mod Alfonso Gomez[kilde mangler].
Brinkley tilbragte de tidlige stadier af konkurrencen som en ven og rådgiver for Joey Gilbert[kilde mangler].
Den 15. oktober i 2010, kæmpede Brinkley mod IBF Supermellemvægtmesteren Lucian Bute i Montreal i Canada. Brinkley blev slået ned to gange i 5. omgang og 8. inden han blev stoppet i 9. omgang[kilde mangler].
Den 29. april 2011, kæmpede Brinkley mod Peter Quillin i Reno, Nevada om det ledige USA Boxing Organisation Supermellemvægtmesterskab. Brinkley tabte via TKO i 3. omgang[kilde mangler].